# Serie B 2017 (pallapugno)
La Serie B 2017 è stata la serie cadetta del campionato italiano di pallapugno maschile.

## Squadre partecipanti
Nella stagione 2017 al campionato sono state iscritte 13 squadre.
| Club                                       | Capitano          | Città                                      |
| ------------------------------------------ | ----------------- | ------------------------------------------ |
| Alfieri Montalbera Albese                  | Cristian Gatto    | Alba (CN)                                  |
| Bormidese                                  | Matteo Levratto   | Bormida (SV)                               |
| Credito Cooperativo Caraglio               | Enrico Panero     | Caraglio (CN)                              |
| Acqua San Bernardo Bre Banca Subalcuneo    | Gilberto Torino   | Cuneo                                      |
| Don Dagnino                                | Claudio Gerini    | Andora (SV)                                |
| Surrauto Monticellese                      | Fabio Gatti       | Monticello d'Alba (CN)                     |
| Morando Neivese                            | Davide Barroero   | Neive (CN)                                 |
| Bcc Pianfei Pro Paschese                   | Marco Fenoglio    | Madonna del Pasco (Villanova Mondovì) (CN) |
| San Biagio                                 | Paolo Danna       | San Biagio (Mondovì) (CN)                  |
| S.P.E.B.                                   | Stefano Brignone  | San Rocco di Bernezzo (CN)                 |
| Tallone Carni Onlus Ferrari Valle Arroscia | Daniel Giordano   | Pieve di Teco (IM)                         |
| Araldica Valle Bormida                     | Ivan Orizio       | Monastero Bormida (AT)                     |
| Virtus Langhe                              | Nicholas Burdizzo | Dogliani (CN)                              |

## Prima Fase
|    | Club           | P    |
| -- | -------------- | ---- |
| 1  | Neivese        | 20   |
| 2  | Monticellese   | 19   |
| 3  | Pro Paschese   | 17   |
| 4  | Subalcuneo     | 16   |
| 5  | Virtus Langhe  | 15   |
| 6  | Albese         | 11   |
| 7  | Caraglio       | 10   |
| 8  | Bormidese      | 9    |
| 9  | Don Dagnino    | 8    |
| 10 | S.P.E.B.       | 8    |
| 11 | San Biagio     | 5    |
| 12 | Valle Arroscia | Rit. |
| 13 | Valle Bormida  | Rit. |

Valle Arroscia e Valle Bormida retrocesse in Serie C1.

## Seconda Fase
|   | Club         | P  |
| - | ------------ | -- |
| 1 | Neivese      | 29 |
| 2 | Pro Paschese | 27 |
| 3 | Monticellese | 26 |
| 4 | Subalcuneo   | 18 |

|   | Club          | P  |
| - | ------------- | -- |
| 5 | Albese        | 22 |
| 6 | Virtus Langhe | 21 |
| 7 | Bormidese     | 16 |
| 8 | Caraglio      | 8  |

## Fase Finale

### Spareggi Play-off
| Monticellese | Virtus Langhe | 2-11 |
| Subalcuneo   | Albese        | 11-2 |

### Finali Scudetto
| Squadra 1     | Squadra 2    | Andata | Ritorno |
| ------------- | ------------ | ------ | ------- |
| Subalcuneo    | Neivese      | 4-11   | 0-11    |
| Virtus Langhe | Pro Paschese | 9-11   | 10-11   |

| Squadra 1 | Squadra 2    | Andata | Ritorno | Spareggio |
| --------- | ------------ | ------ | ------- | --------- |
| Neivese   | Pro Paschese | 11-9   | 7-11    | 11-10     |

Neivese promossa in Serie A.

## Squadra Campione
Morando Neivese
- Battitore: Davide Barroero
- Spalla: Nenad Milosiev
- Terzini: Andrea Giraudo, Matteo Marenco
- Direttore tecnico: Mauro Barroero